# 江勇 (將軍)
江勇，男，中共政治人物、軍事人物、中國人民解放軍少將
。

## 生平
歷任湖北省军区政治委员、中國军事科学院军事医学研究院政委。

 